# The Actress (1953)
The Actress is een Amerikaanse dramafilm uit 1953 onder regie van George Cukor.

## Verhaal
De tiener Ruth Gordons uit Massachusetts is vastbesloten om een actrice te worden. Haar opvliegende vader is daar erg op tegen. Dat leidt tot spanningen tussen hen beiden.

## Rolverdeling
| Acteur             | Personage         |
| ------------------ | ----------------- |
| Spencer Tracy      | Clinton Jones     |
| Jean Simmons       | Ruth Gordon Jones |
| Teresa Wright      | Annie Jones       |
| Anthony Perkins    | Fred Whitmarsh    |
| Ian Wolfe          | Mijnheer Bagley   |
| Kay Williams       | Hazel Dawn        |
| Mary Wickes        | Emma Glavey       |
| Norma Jean Nilsson | Anna              |
| Dawn Bender        | Katherine         |